# Козаревићи
Козаревићи су насељено мјесто у општини Источно Ново Сарајево, град Источно Сарајево, Република Српска, БиХ. Према попису становништва из 1991. у насељу је живјело 328 становника.

## Становништво 1991.
Према попису становништва из 1991. године, мјесто је имало 328 становника.